# Případ Moberlyové a Jourdainové

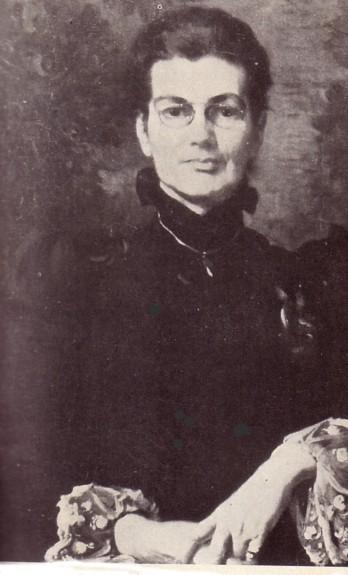
Charlotte Anne Moberlyová

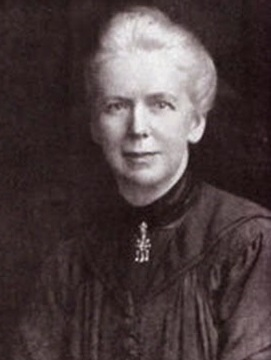
Eleanor Jourdainová

Případ Moberlyové a Jourdainové (The Moberly–Jourdain incident, také Les fantômes du Trianon, Duchové z Trianonu) je událost, k níž došlo 10. srpna 1901 ve Versailles a která bývá řazena mezi paranormální jevy. Dvě seriózní anglické profesorky se podle vlastní výpovědi měly na několik hodin přenést v čase více než o sto let zpátky.
Charlotte Anne Moberlyová (1846—1937), ředitelka oxfordské ženské koleje svatého Hugha, a její zástupkyně Eleanor Jourdainová (1863—1924) podnikly 10. srpna 1901 výlet do Versailles. Cestou k zámku Malý Trianon v parku zabloudily a podle svědectví obou pocítily na jedné z cestiček podivnou změnu v ovzduší, předměty okolo byly náhle ploché a rozmazané jako ve snu. Pak potkaly několik osob v oblečení připomínajícím 18. století: skupinu vojáků v uniformě Švýcarské gardy, venkovskou ženu s dítětem, muže se zjizvenou tváří a nepřítomným pohledem, který seděl v altánku, a dalšího muže, vysokého a snědého, který je poslal nejkratší cestou k Malému Trianonu. Před zámkem pak seděla na trávníku žena v rokokových světlých šatech a něco kreslila. Když Moberlyová s Jourdainovou vešly do zámku, narazily na výpravu turistů, svých současníků, a od té doby bylo všechno zase normální.
O zážitku se Moberlyová zmínila v dopise své sestře, nedokázala si ho však nijak vysvětlit. V roce 1911 pak obě ženy pod falešnými jmény vydaly knihu An Adventure, v níž popsaly události onoho dne. Záhada vzbudila velkou pozornost, zabývala se jí londýnská Society for Psychical Research. Objevily se detaily, které dodaly vyprávění obou žen věrohodnost: popisovaly například zchátralý statek a lávku přes potok, které v roce 1901 neexistovaly, ale podle dobových pramenů ve Versailles koncem 18. století skutečně byly. Objevila se proto spekulace o možném cestování časem, kterou posílila skutečnost, že 10. srpna bylo výročí dne, kdy proběhl Útok na Tuilerijský palác. Dámou v šatech tedy mohla být královna Marie Antoinetta a zjizveným mužem hrabě de Vaudreuil. V roce 1981 uvedla anglická televize ITV film Miss Morison's Ghosts, který byl pokusem o hranou rekonstrukci událostí.
Objevilo se několik možných vysvětlení případu. Spisovatel Philippe Jullian připomněl osobnost výstředního umělce Roberta de Montesquiou, který si liboval v pořádání večírků v dobových kostýmech. Není vyloučeno, že obě turistky se náhodou staly nezasvěcenými svědky jednoho z nich. Podle jiné teorie si obě ženy všechno vymyslely, zpočátku asi jako žert, který se jim vymkl z rukou. Tváří v tvář neočekávané publicitě nechtěly přiznat pravdu, aby neohrozily svoji akademickou kariéru, a proto si přidávaly podrobnosti, které mohly mezitím nastudovat v historické literatuře. Například popis dámy před zámkem byl zprvu velmi neurčitý, v pozdějších verzích se nápadně podobal známému Wertmüllerovu obrazu Marie Antoinetty. Výpovědi obou žen se ostatně v řadě ohledů lišily. Objevila se také svědectví o tom, že mezi Moberlyovou a Jourdainovou existoval milenecký poměr. Silná vzájemná citová závislost (ve své době navíc společensky nepřijatelná) může vést ke sdíleným halucinacím, známým jako folie à deux. Spisovatel Terry Castle v této souvislosti zmiňuje, že obě ženy i v jiných případech mluvily o věcech, které nikdo kolem nich neviděl.